# Kauri Kõiv
Kauri Kõiv, né le 25 juillet 1983 à Elva, est un biathlète estonien. Actif en Coupe du monde depuis la saison 2002-2003, il a participé à trois éditions des Jeux olympiques en 2010, 2014 et 2018.

## Biographie
Il fait ses débuts internationaux en 2002 en prenant part aux Championnats du monde junior et ensuite à la Coupe du monde à Östersund. Cependant, il revient à ce niveau seulement en 2006-2007, où il court plusieurs étapes de la Coupe du monde et les Championnats du monde d'Antholz. C'est aussi à Antholz, qu'il marque ses premiers points lors de la saison 2008-2009 avec une 39e place au sprint. En 2010, il est présent pour ses premiers jeux olympiques à Vancouver, où il est 48e du sprint, 50e de la poursuite, 44e de l'individuelle et 14e du relais. Il améliore ses performances en 2012 en rentrant deux fois dans le top trente avec notamment une 22e place au sprint de Nove Mesto.
En janvier 2014, il signe son plus haut classement lors d'une épreuve de Coupe du monde avec une sixième place au sprint d'Oberhof. Il participe aux Jeux olympiques de Sotchi le mois suivant, se classant 54e du sprint, 46e de la poursuite, 78e de l'individuelle et 17e du relais. En 2016, il obtient son meilleur résultat en championnat du monde avec une 24e place à l'individuelle d'Oslo.
En 2019, il devient père et prend sa carrière sportive.

## Palmarès
| Épreuve / Édition | Individuelle | Sprint | Poursuite | Départ en ligne | Relais | Relais mixte                     |
| Vancouver 2010    | 44e          | 48e    | 50e       | -               | 14e    | Épreuve inexistante à cette date |
| Sotchi 2014       | 78e          | 54e    | 46e       | -               | 17e    | -                                |
| Pyeongchang 2018  | 68e          | 76e    | -         | -               | 13e    | -                                |

- - : pas de participation à l'épreuve.
- : épreuve inexistante lors de cette édition.

### Championnats du monde
| Épreuve / Édition             | Individuelle | Sprint | Poursuite | Mass start | Relais | Relais mixte |
| Mondiaux 2007 Antholz         | —            | 81e    | —         | —          | 11e    | —            |
| Mondiaux 2008 Östersund       | 43e          | 81e    | —         | —          | 12e    | —            |
| Mondiaux 2009 Pyeongchang     | —            | 70e    | —         | —          | 14e    | —            |
| Mondiaux 2011 Khanty-Mansiisk | 77e          | 71e    | —         | —          | 15e    | 14e          |
| Mondiaux 2012 Ruhpolding      | 26e          | 59e    | 56e       | —          | 18e    | —            |
| Mondiaux 2013 Nové Město      | 36e          | 31e    | 48e       | —          | 15e    | 19e          |
| Mondiaux 2015 Kontiolahti     | 59e          | 53e    | 53e       | —          | 15e    | 19e          |
| Mondiaux 2016 Holmenkollen    | 24e          | 38e    | 57e       | —          | 14e    | —            |
| Mondiaux 2017 Hochfilzen      | 30e          | 29e    | 35e       | —          | 21e    | 21e          |
| Mondiaux 2019 Östersund       | 82e          | —      | —         | —          | 14e    | —            |

Légende :
- — : non disputée par Koiv

### Coupe du monde
- Meilleur classement général : 61e en 2014.
- Meilleur résultat individuel : 6e.

#### Différents classements en Coupe du monde
| Année     | Classement général final | Sprint | Poursuite | Individuelle | Mass start |
| 2008-2009 | 106e                     | 92e    | -         | -            | -          |
| 2009-2010 | 101e                     | -      | -         | 70e          | -          |
| 2011-2012 | 74e                      | 73e    | -         | 50e          | -          |
| 2012-2013 | 84e                      | 76e    | -         | 64e          | -          |
| 2013-2014 | 61e                      | 51e    | -         | -            | 37e        |
| 2014-2015 | 80e                      | 75e    | 71e       | -            | -          |
| 2015-2016 | 81e                      | 89e    | -         | 49e          | -          |
| 2016-2017 | 65e                      | 74e    | 74e       | 32e          | -          |